# アルミン・マイアー
アルミン・マイアー（Armin Meier, 1943年 - 1978年5月31日 ）は、ドイツの俳優。

## 経歴
1974年、ミュンヘンのゲイ・タウン Deutsche Eiche で映画監督のライナー・ヴェルナー・ファスビンダーと知り合い、彼の映画に出演するようになる。ファスビンダーの愛人でもあった。愛人関係に終止符を打った後、1978年に睡眠薬の過剰摂取により死去。自殺と言われている。

## 主な出演作品
- キュスタース小母さんの昇天 Mutter Küsters Fahrt zum Himmel  (1975)
- 不安が不安 Angst vor der Angst (1975)
- 少しの愛だけでも Ich will doch nur, dass ihr mich liebt (1975)
- 悪魔のやから Satansbraten (1976)
- シナのルーレット Chinesisches Roulette (1976)
- 哀れなボルヴィーザー Bolwieser (1976)
- 秋のドイツ (オムニバス作品) Deutschland Im Herbst (1978)